# La Môle du Castet
La Môle du Castet est un ancien moulin hydraulique, connu depuis 1429, situé dans la commune des Angles dans le département des Hautes-Pyrénées en région Occitanie.

## Toponymie
En occitan, mole signifie meule et castet signifie château, donc : la meule du château.

## Géographie
Le petit village des Angles se situe entre Lourdes et Bagnères-de-Bigorre, à l'entrée de la vallée de Castelloubon dans le Lavedan.

## Hydrographie
La Môle du Castet est alimenté par un petit canal dont la prise d’eau s’effectue sur l’Échez.

## Histoire
La Môle du Castet était un moulin hydraulique, déjà connu depuis 1429, soumis à banalité, dont le monopole appartenait à la Baronnie des Angles. 
  
Ce petit moulin a été reconstruit en 1734 sous le château seigneurial. Il sera restauré en 1825, en 1849 et en 2002 par la commune. À la Révolution française, le droit de banalité aboli, le moulin est vendu en bien national. Une dizaine de familles se porteront acquéreur le 9 messidor de l'an IV. 
  
Ses deux roues tourneront jusqu'en 1985.
  
À l'abandon, la commune l'a racheté pour le restaurer et l'ouvrir au public en 2002 en le mettant en activité sur demande. Le moulin est membre de l'association des moulins des Hautes-Pyrénées. La visite et les démonstrations de mouture sont possibles sur demande auprès de la mairie.

Sélection de vues du moulin.
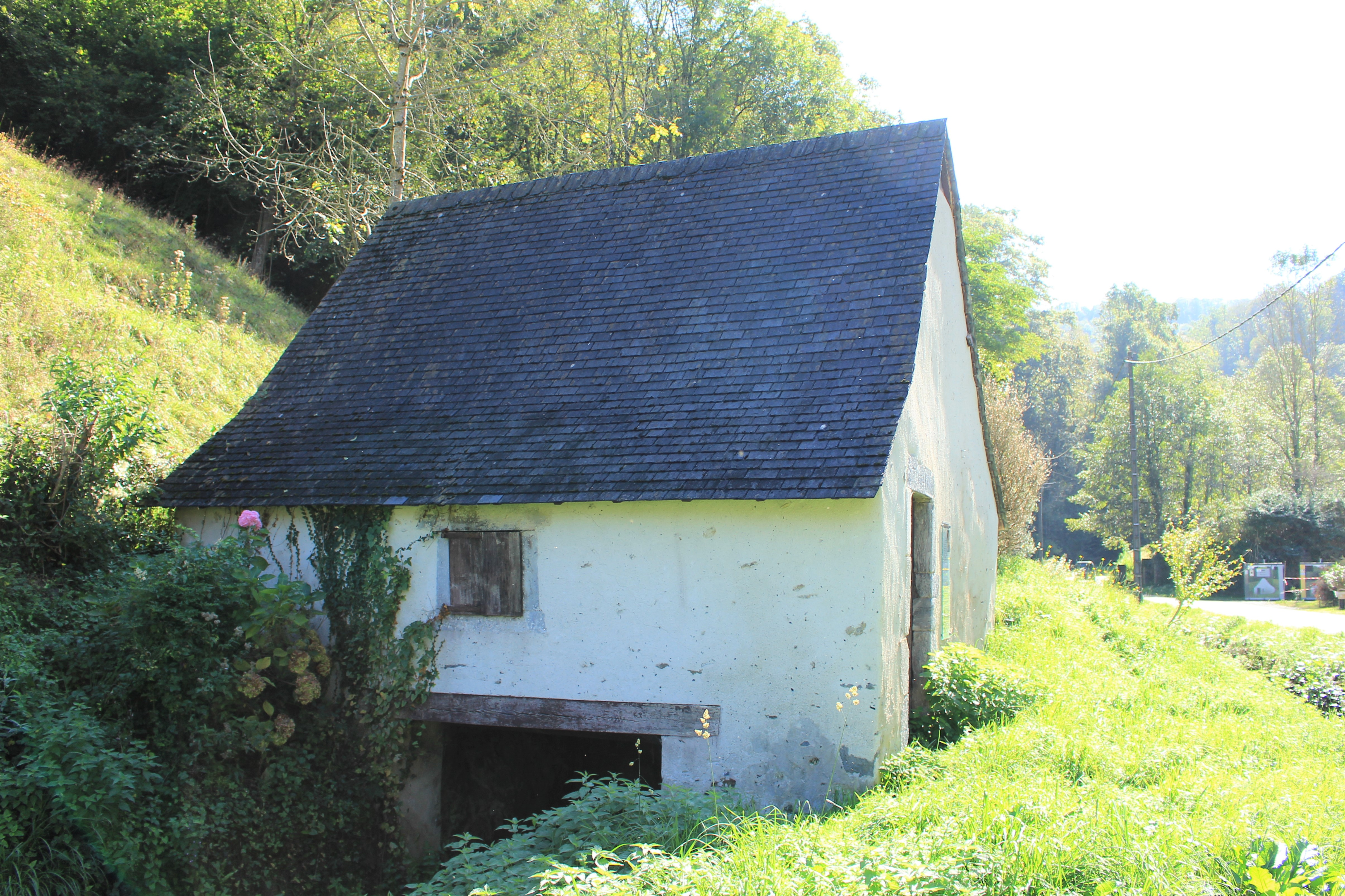
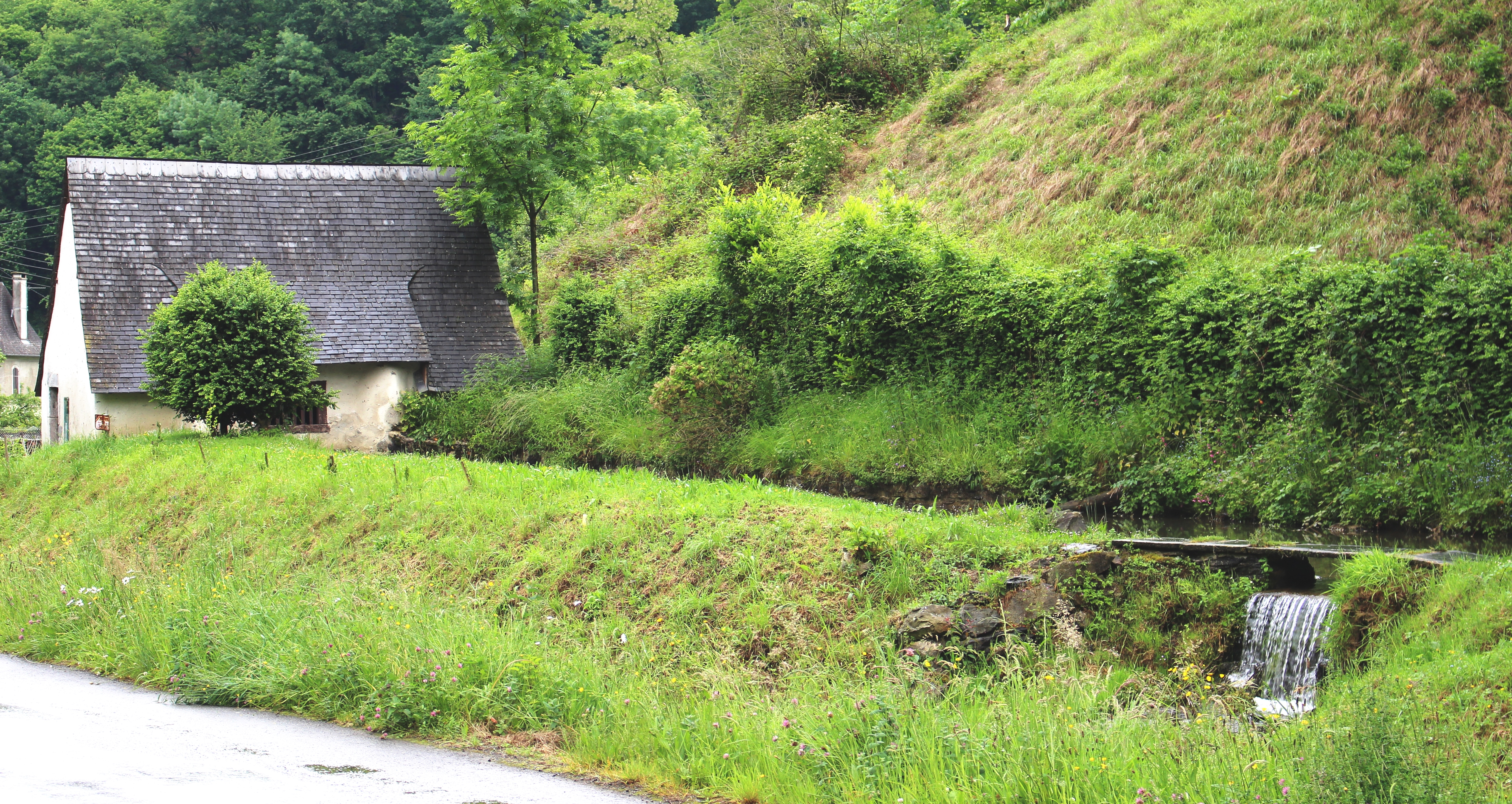
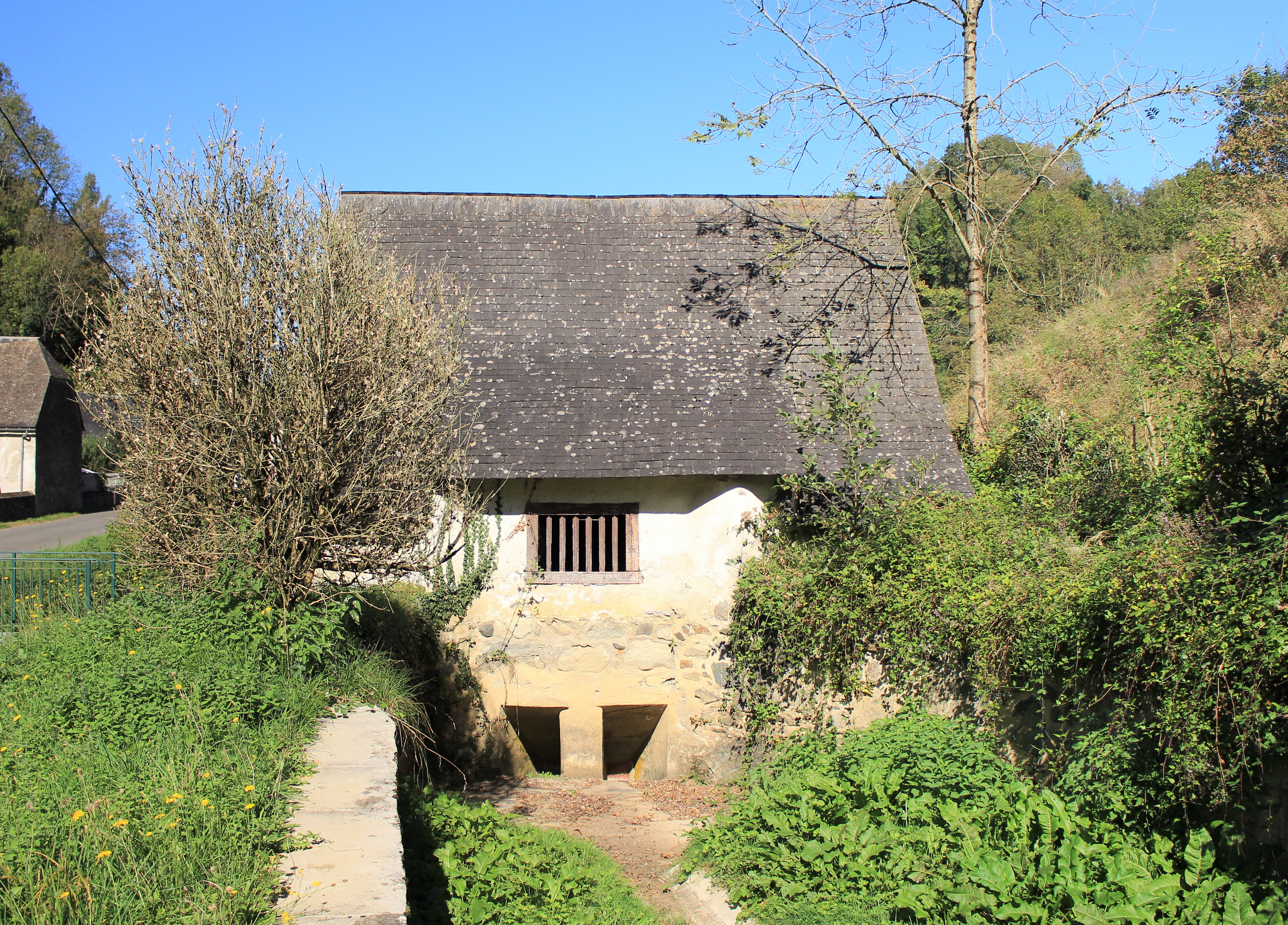